# Саранча Михайло Ксенофонтович
Саранча Михайло Ксенофонтович (28.10.1918, с. Переліски, Полтавщина — 25.09.1961, м. Зіньків, Полтавщина) — Герой Радянського Союзу, Почесний громадянин Зіньківщини (посмертно). Навчався в Зіньківській середній школі № 1. 1938 року почав працювати на шахті в м. Орджонікідзе Дніпропетровської області, куди поїхав за комсомольською путівкою. У січні 1944 року був мобілізований до Червоної Армії. Воював на 1-му Українському фронті. Відважно бився з ворогом на території Польщі. Був тричі поранений. Нагороджений орденами Червоної Зірки, Слави ІІІ ступеня, медалями. За зразкове виконання завдань командування, мужність і відвагу, виявлені при форсуванні Вісли, Указом Президії Верховної Ради СРСР від 23 вересня 1944 року відважному кулеметнику, рядовому М.Саранчі присвоєне звання Героя Радянського Союзу. Після війни герой повернувся на малу батьківщину. Довгий час працював у системі споживчої кооперації Зіньківського району.